# 台湾尾瓣舌唇兰
台湾尾瓣舌唇兰（学名：Platanthera mandarinorum sp. formosana）为兰科舌唇兰属下的一个亚种。

## 扩展阅读
- 維基物種上的相關：台湾尾瓣舌唇兰